# ラ・ケマーダ

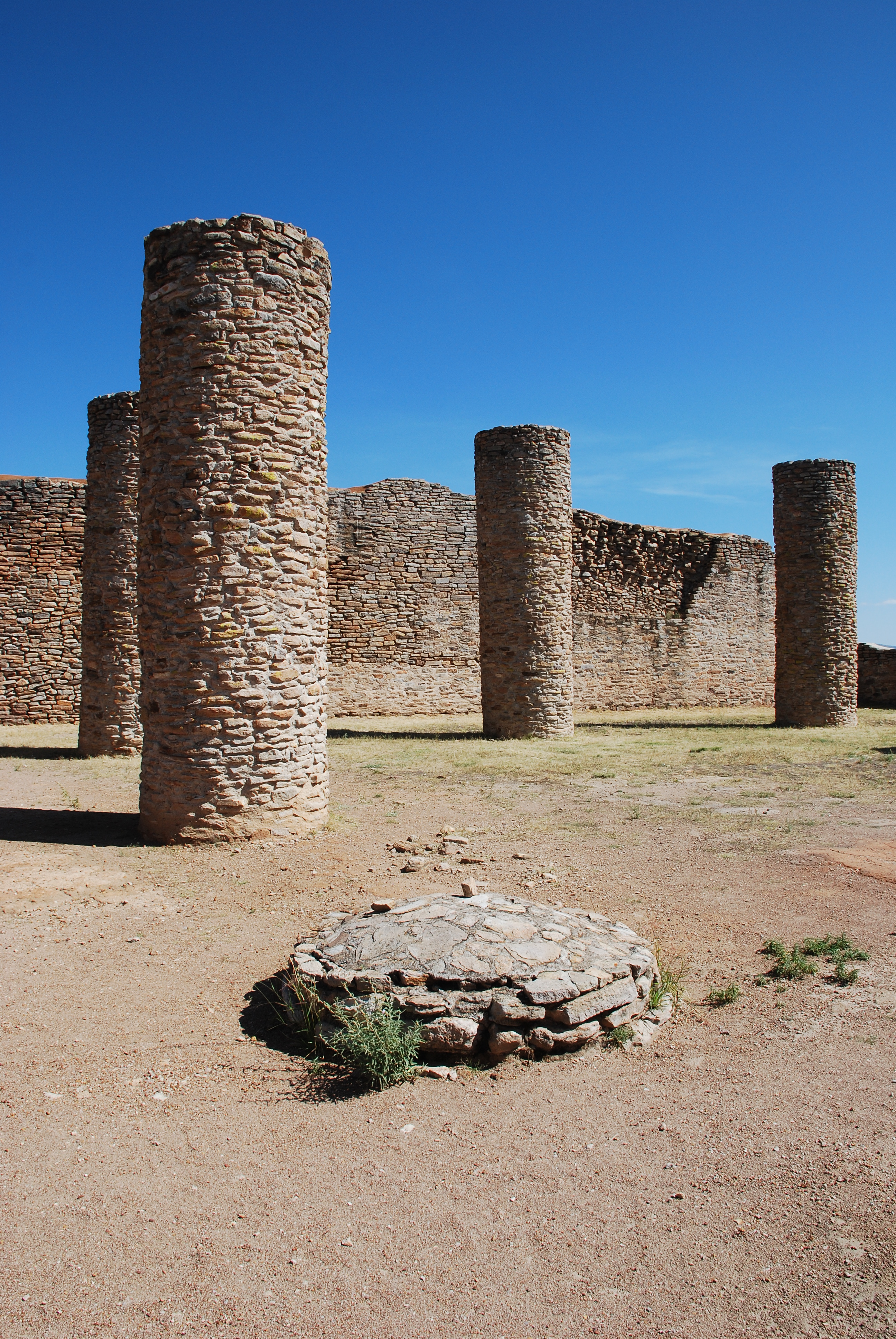
ラ・ケマーダ遺跡南グループ「列柱の間」。円柱の高さは5m以上でかっては屋根があった。

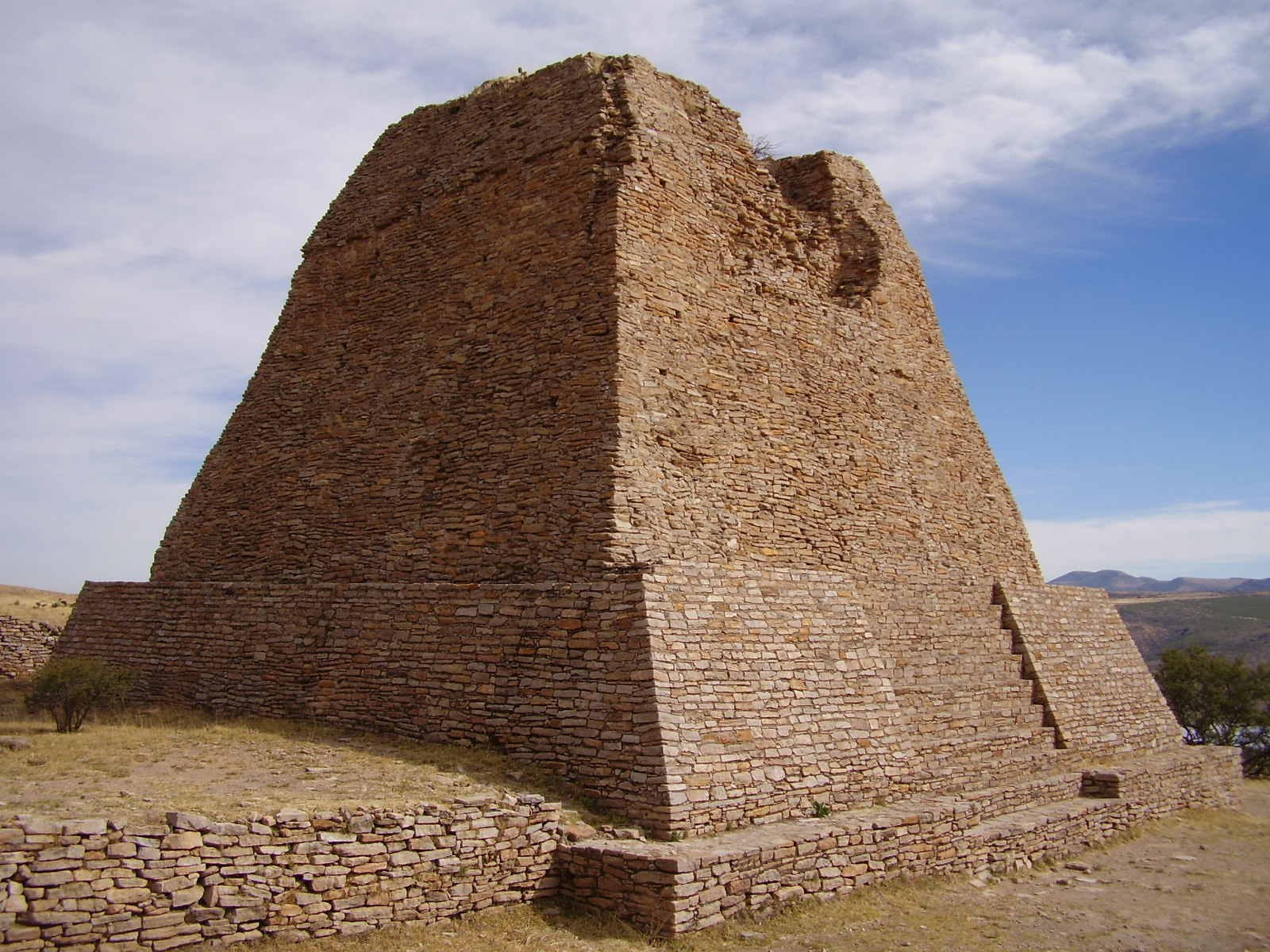
ラ・ケマーダ遺跡「誓いのピラミッド」。南西より。頂部は尖っていて高さは9mに達していたと推察される。

ラ・ケマーダ（La Quemada）は、メキシコ、サカテカス州マルパソ(Malpaso)河谷にある標高2100mほどの丘陵を利用して築かれた古典期後期の祭祀センターである。0.5km2の範囲にアクロポリスないしは「城塞」と呼ばれる建造物群やそこから南東にやや離れた場所に「誓いのピラミッド」、「列柱の間」と呼ばれる建物を含む南グループなどの建造物群が全体として南北方向に分布している。ラ・ケマーダの立地はマルパソ河谷から南方へ向かう交易路をおさえる要衝であり、後述するように交易によっても繁栄した。
もともとは、チャルチウィテス文化の祭祀センターのひとつと考えられてきたが、現在はマルパソ河谷独自の別個の祭祀センターと位置付けられている。1951年と1963年に調査を行ったペドロ・アルミリャス（Pedro Armillas）によって紀元480年から1200年にわたって営まれたとされた。その成果をもとにマルパソ(Malpaso)河谷の三期の編年が作られた。ただし、最近の40個に及ぶ炭化物のサンプルの放射性炭素年代測定によって、ラ・ケマーダ自体は、紀元500年から900年の間に営まれ、全盛期は、紀元650年から750年頃と考えられるようになった。

## 編年と主な遺構・遺物、交易
ラ・ケマーダを含むマルパソ河谷の編年の第一期は、マルパソ相で、紀元400年から600年または650年頃に位置付けられる。北西145kmに位置するチャルチウィテス文化の標式遺跡、アルタ・ビスタ・デ・チャルチウィテス（Alta Vista de Chalchihuites）のカヌテジョ（Canutillo）相に並行する。この時期にマルパソ河谷にメソアメリカに典型的にみられるような農耕集落が分布するようになった。
これに続く時期がラ・ケマーダ相で、紀元600年または650年頃から紀元850年頃の時期である。この時期は、アルタ・ビスタ・デ・チャルチウィテスのアルタ・ビスタ相に並行する。ラ・ケマーダ相に崖の露頭や丘の地形を利用して段々畑のように60か所 とも100ヶ所ともいわれる数のテラスと区画の構造がつくられ、祭祀用施設や居住区が造られた。丘の中央部はアクロポリスないしは「城塞」と呼ばれる建造物群が形成され、複数のメソアメリカ的な小規模のピラミッド状基壇と中庭を囲む建築複合が造られた。幾重にもつくられたテラスのうち、最大のものは、「城塞」の北西にあるテラス18で70ｍ×40mに達し、北西端に6m×10mの小規模な神殿を伴う半地下式の「中庭」を持つ。この「中庭」は15m×35mほどで内部に小規模な球戯場が造られた。この球戯場の壁面は数度にわたって、壁の漆喰が塗りかえられていた。また壁面の先端部から首のない球戯者の石彫が発見された。
当時高さ9mに及んだと推定される「誓いのピラミッド」と呼ばれる角錐形のピラミッドがそれ以前のピラミッドを覆って造られた。このピラミッドは、メソアメリカに典型的な神殿の基壇などではなく、正面に部分的に階段が「復元」されているが、頂部は、角錐のように尖っていたと考えられている。
南グループは、1基の小規模なピラミッドと東側に「列柱の間」を設けた基壇からなっている。この「列柱の間」は西側に出入り口をもち、西側から東側に向かって4本、2本、5本の3列に平石積みの円柱が並んでいる。この円柱は、高さ5m以上あったと考えられ、建物の中央部を一周するように長方形に配置され、屋根を支えていた。壁の一部は、現在高さ3m残存している。
ラ・ケマーダからは平石を敷いた幅10mの道路網がマルパソ河谷を放射状に網目のようにひろがり、220か所以上の集落とつながるようになっていた。
このような道路網を備えたラ・ケマーダは積極的な交易でも繁栄した。例えば、交易品のうち、黒曜石の原産地は、メキシコ中央高原近辺のものよりもメキシコ北西部産、たとえばミチョアカン州北部やハリスコ州中部、現イダルゴ州のセロ・デ・ナバハス（Cerro de Navajas）産のものが主体である。トルコ石は、ニューメキシコ州のセリージョス（Cerrillos）産のもので、これは、アルタ・ビスタ・デ・チャルチウィテスのアルタ・ビスタ相でもみられる。土器や土偶にも搬入品がみられ、北西のアルタ・ビスタ・デ・チャルチウィテスのものや東方のサン・ルイス・ポトシ州のボラーニョス（Bolaños）文化由来のものが出土している。また七宝焼のような精製土器は、ラ・ケマーダが南東のハリスコ州までひろがるアルタ・ビスタ・デ・チャルチウィテスの交易網の通過点でもあったことを示している。
紀元850年から1050年までは、シタデル（Citadel）相と呼ばれ、メソアメリカの北方拠点としてのラ・ケマーダは破壊され終焉を迎えたと考えられる。階段や通路は小規模なものに造り替えられ、長さ850m、高さ5mにおよぶ「防壁」が主として遺跡の北側に造られた。マルパソ河谷で、この時期に焼かれた集落遺跡はあるが、ラ・ケマーダ自体には焼かれた痕跡はない。こわれた建物の屋根の上に築かれたカマドがみられ、そこから採取された炭化物サンプルが930±120を示していた。この時期には、鋳型を用いた土偶や鉛釉土器などのトルテカ的な遺物は見られないものの、全盛期を支えたラ・ケマーダの住民と異なった人々がシタデル相の時期に住みついたと考えられる。

## 研究史
ラ・ケマーダの存在はすでに17世紀には知られていた。特筆すべき出来事として、19世紀初めに当時のサカテカス州の知事であるフランシスコ・ガルシア・サリナス（Francisco García Salinas）が、ドイツ人技術者カルロス・デ・ベルゲス(Carlos de Berghes)にラ・ケマーダの遺跡と道路網の地図を作らせた。これを契機にこの知事は、メキシコでも最古に属する文化財の保存に関する法令を制定するのに携わることとなった。20世紀初めごろまで、研究者たちは、この遺跡がアステカ人の源郷である伝説の地チコモストックからメキシコ中央高原のアナワクへ移住する途中で立ち寄った場所であると考えてきたが、前述したペドロ・アルミリャスの調査などによってアステカよりも古い遺跡であることがわかってくると、ラ・ケマーダの位置づけについて対チチメカの攻撃に対する要塞、テオティワカンの前哨基地、タラスカ王国の一センター、メキシコ北方にすむ定住民のいずれかの集団の首都などというさまざまな説が唱えられた。そのうち有名で有力とされた説はトルテカ帝国のトルコ石交易路を防衛するための軍事拠点という説であった。しかし、この説は、数多くのサンプルを放射性炭素年代測定した結果、古典期後期という年代がはじきだされ、否定されることとなった。また、アルデン・メイスン（J.Alden Mason）が1935年の調査をもとにラ・ケマーダもチャルチウィテス文化の一センターと位置付けてきたが、チャールズ・ケリー（J.Charles Kelly）は、別個の概念として位置付けた。ケリーは、ラ・ケマーダの在地土器の施文がチャルチウィテス文化のものと系統的に異なることも指摘している。ラ・ケマーダとチャルチウィテス文化の概念、類似点や相違点については論議が続いている。